# Гюненберг (Цуг)
Гюненберг (нім. Hünenberg ZG) — громада  в Швейцарії в кантоні Цуг.

## Географія
Громада розташована на відстані близько 80 км на схід від Берна, 7 км на захід від Цуга.
Гюненберг має площу 18,4 км², з яких на 14,3% дозволяється будівництво (житлове та будівництво доріг), 60,1% використовуються в сільськогосподарських цілях, 16,6% зайнято лісами, 8,9% не є продуктивними (річки, льодовики або гори).

## Демографія
2019 року в громаді мешкало 8784 особи (+2,4% порівняно з 2010 роком), іноземців було 17,4%. Густота населення становила 477 осіб/км².
За віковим діапазоном населення розподілялося таким чином: 22% — особи молодші 20 років, 59,9% — особи у віці 20—64 років, 18,1% — особи у віці 65 років та старші. Було 3481 помешкань (у середньому 2,5 особи в помешканні).
Із загальної кількості 7089 працюючих 295 було зайнятих в первинному секторі, 1241 — в обробній промисловості, 5553 — в галузі послуг.